# Auberge de Herborist
Auberge de Herborist is een restaurant in Sint-Andries, Brugge. De huidige chef is Alex Hanbuckers. Het restaurant is gelegen op het platteland, in een gerestaureerde hoeve.

## Geschiedenis
Het restaurant is opgestart door Arnold Hanbuckers, de vader van de huidige chef-kok. Vanaf 2005 had het restaurant in de Michelingids een Michelinster. Deze raakte het restaurant in 2022 kwijt.
Gault Millau gaf in de gids voor 2013 een quotering van 16 op 20.